# とちテレニュースLIFE
『とちテレニュースLIFE』（とちテレニュースライフ）は、とちぎテレビで2016年4月4日から2019年3月29日まで平日の夜に放送されていた地域情報・報道番組。

## 概要
2010年4月5日から6年間放送されていた『ニュースワイド21』の後継番組として2016年4月4日に放送を開始した。
「ニュースをあなたの生活に。」をキャッチコピーに、栃木のその日のニュースを、視聴者の「知りたい」に応え、分かりやすくお届けする。
番組表では『とちテレニュース“LIFE”』と表記していた。
2017年4月3日より、『ニュースワイド21』と同様の55分放送に拡大した。
2019年3月29日をもって放送を終了。4月1日より後継番組『ナイトニュース9』が開始した。

## 出演者

### 2018年度
- 篠田和之（月曜～水曜）
- 藤田真奈（月曜・火曜）
- 福嶋真理子（水曜）
- 高橋映（月曜・木曜・金曜）
- 佐藤美樹（木曜・金曜）
- 田代大輔（気象予報士、月曜～水曜）
- 竹下愛実（気象予報士、木曜・金曜）

### 2017年度
- 篠田和之（月曜～水曜）
- 住谷綾香（月曜～水曜）
- 飯島誠（木曜・金曜）
- 佐藤美樹（木曜・金曜）
- 福嶋真理子（木曜）
- 鈴木斐子（気象予報士、月曜～水曜、2017年4月～7月）
- 中谷雪乃（気象予報士、月曜～水曜、2017年9月～2018年3月）
- 田代大輔（気象予報士、木曜・金曜）

### 2016年度
- 篠田和之（月曜～水曜）
- 住谷綾香（月曜～水曜）
- 飯島誠（木曜・金曜）
- 佐藤美樹（木曜・金曜）
- 佐藤悠介（月曜・スポーツ）
- 田代大輔（気象予報士）

## タイムテーブル
2018年度
| 時刻  | コーナー                       | コーナー                       | コーナー                       | コーナー                       | コーナー                       |
| 時刻  | 月曜日                         | 火曜日                         | 水曜日                         | 木曜日                         | 金曜日                         |
| ----- | ------------------------------ | ------------------------------ | ------------------------------ | ------------------------------ | ------------------------------ |
| 21:00 | OP                             | OP                             | OP                             | OP                             | OP                             |
|       | 県内ニュース①                  |                                |                                |                                |                                |
| 21:09 | 県内ニュース②                  | 情報マルシェ①                  | 情報マルシェ①                  | 情報マルシェ①                  | 情報マルシェ①                  |
|       | 県内ニュース②                  | 県内ニュース②                  |                                |                                |                                |
|       | 全国トピックス                 |                                |                                |                                |                                |
| 21:16 | 曜日別コーナー                 | 曜日別コーナー                 | 曜日別コーナー                 | 曜日別コーナー                 | 曜日別コーナー                 |
| 21:25 | スポーツ② ゲストコーナー       | 県内ニュース③                  | 県内ニュース③                  | 県内ニュース③                  | 週末スポーツ                   |
|       | スポーツ② ゲストコーナー       | 経済トピックス                 |                                |                                | 週末スポーツ                   |
| 21:33 | 県内トピックス                 | 県内トピックス                 | 県内トピックス                 | 県内トピックス                 | 県内トピックス                 |
|       | 天気予報・季節の話題           |                                |                                |                                |                                |
|       | 情報マルシェ②                  |                                |                                |                                |                                |
| 21:42 | とちぎかわら版                 | とちぎかわら版                 | とちぎかわら版                 | とちぎかわら版                 | とちぎかわら版                 |
|       | ニュース振り返り               | ニュース振り返り               | ニュース振り返り               | ニュース振り返り               | エンディング（週末の主な動き） |
| 21:47 | エンディング（明日の主な動き） | エンディング（明日の主な動き） | エンディング（明日の主な動き） | エンディング（明日の主な動き） | 週間ニュースプレイバック       |

## 曜日別コーナー

### 現在
月曜日
- スポーツ
  - 県内のプロスポーツを中心に、アマチュア・子どもたちのスポーツまで盛りだくさんでお送りする。

火曜日
- トップに聞く（1・5週）
  - 2016年度、2017年度は水曜日に放送。県内の各企業のTOPをお迎えして、企業のビジョンや活動、さらにTOPの格言などをお伝えし、栃木の「今」「元気」「発展」を応援する。

- 下野新聞zoom up（2週）
  - 2016年度、2017年度は第2・第4木曜日に放送。隔週で下野新聞社の編集委員、各部長がニュース解説。県内の著名人によるニュース解説も見逃せない。

- とちぎびと（3週）
  - 2016年度、2017年度は金曜日に放送。ニュースは街から生まれ、ニュースは人が生み出す。今話題の人物を、政治、経済、文化、スポーツなど、あらゆるジャンルを取り上げていく。

- とちぎの伝統文化（4週）
  - 2016年度は木曜日に放送。県内に伝わる伝統文化（芸能、祭り、歴史、伝統食）を紹介。栃木ならではの習慣・風俗も取り上げ、地元への興味、関心を高めて地元愛を育んでいく。

水曜日
- 防災～あなたを守る～（1・3・5週）
  - 2017年度は木曜日に放送。「防災」「減災」をキーワードに、専門家へのインタビューや各地の防災への取り組み・訓練、教育現場の対応、防災情報や防災グッズの紹介などを放送。2017年度からは、防災士でもある福嶋の解説コーナーも加わり、さらに充実する。

木曜日
- 報道特集
  - 2016年度は火曜日に放送。日々起こるニュースから、報道記者が気になる話題、今注目の事象を深く探っていく。事件、事故、街の話題、スポーツ、トレンドなど、テーマは様々。

金曜日
- 週間bizスコープ
- 週末スポーツ

### 過去
火曜日
- 栃木トヨタプレゼンツ 光れ!とちぎの楽士団
  - 2016年度に放送。クラシック音楽を取り上げるコーナー。

水曜日
- 同友酒場
  - 2016年度に放送。栃木県経済同友会加盟の企業経営者が登場する。